# Trichom

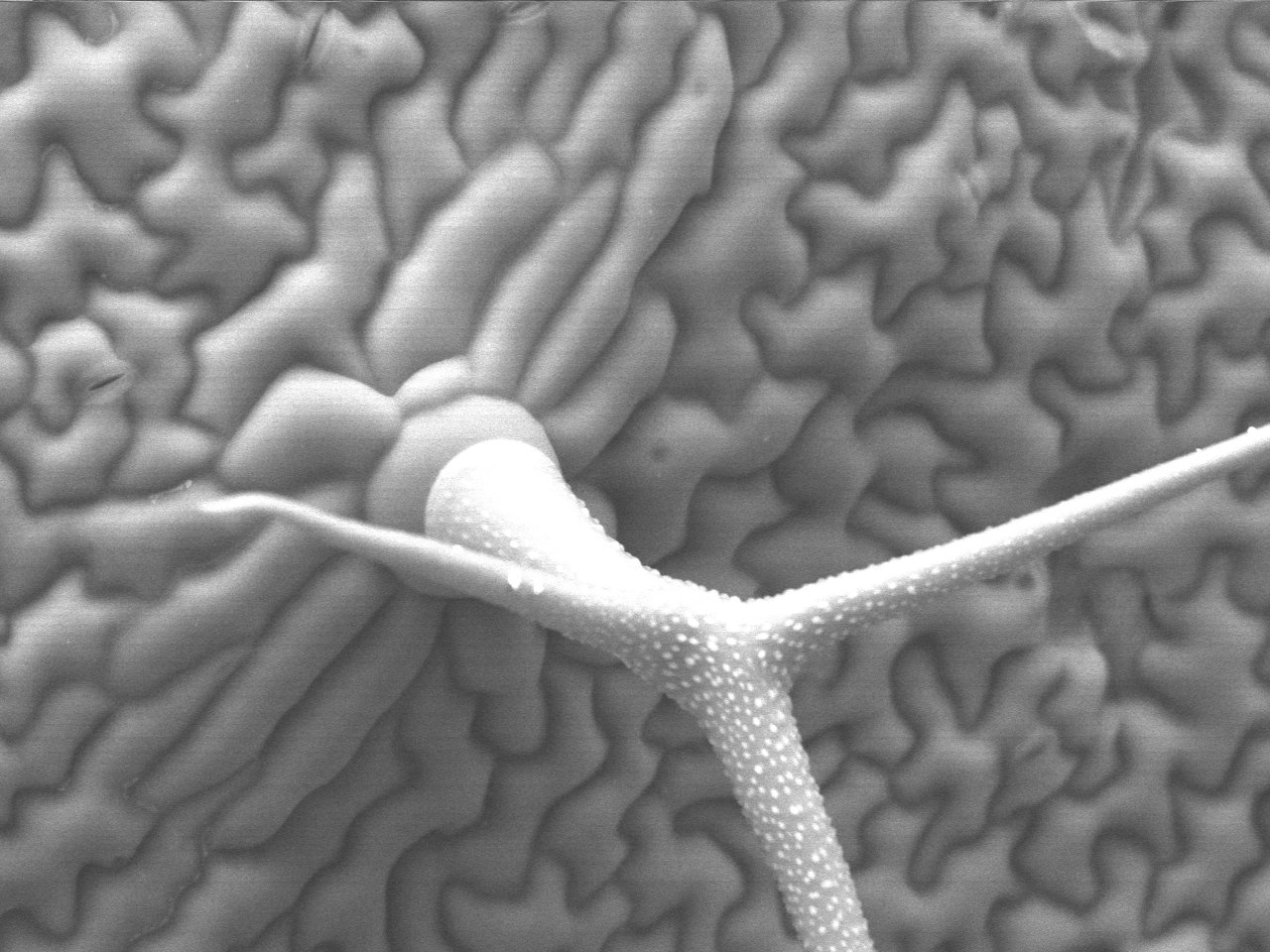
Dreiarmiges, gabeliges Trichom (furcate) bei der Acker-Schmalwand (Arabidopsis thaliana)

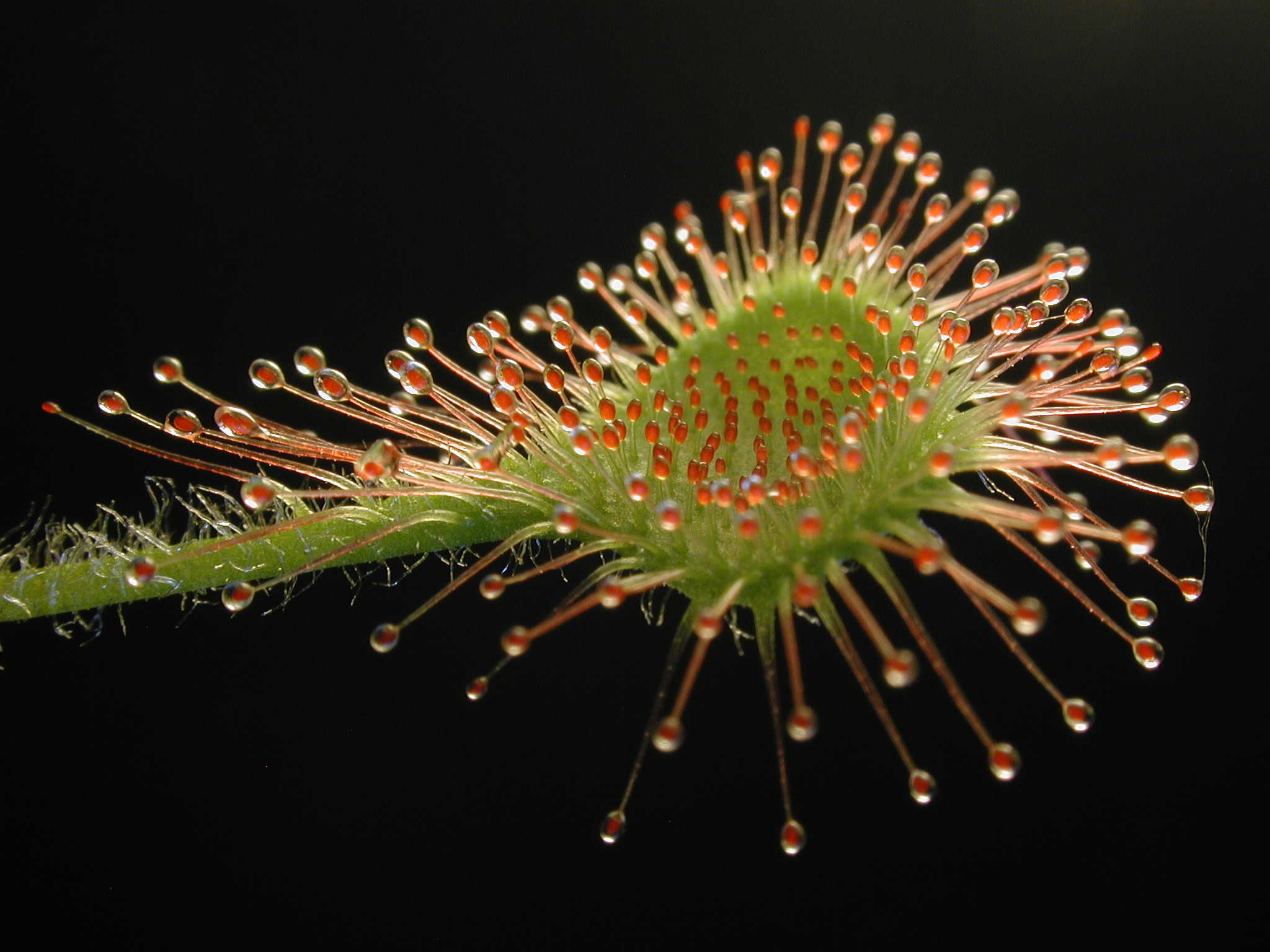
Drüsenhaare als Klebfalle am Rundblättrigen Sonnentau (Drosera rotundifolia)

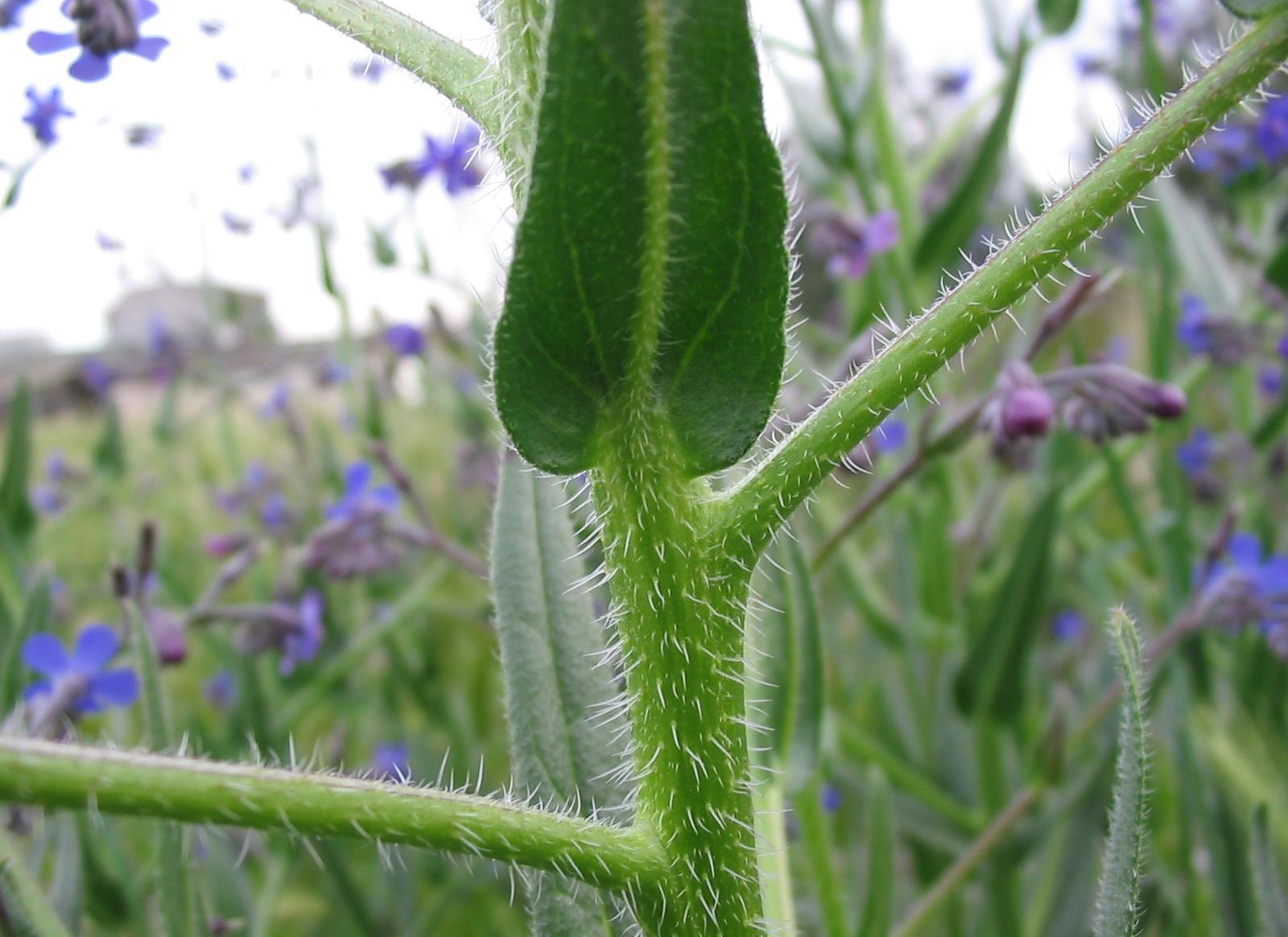
Dicht stehende, reizende „Silikathaare“ (hispid-urent) als Fraßschutz. Typisch für die Raublattgewächse, hier bei einer Ochsenzunge.

Als Trichome oder Pflanzenhaare bezeichnet man haarähnliche Strukturen auf den Oberflächen von Pflanzen, die in Größe, Form und Dichte variieren und unterschiedliche Funktionen ausüben.
Auch bei den fadenförmigen Strukturen mancher koloniebildender Bakterien, insbesondere Cyanobakterien (Blaugrünbakterien, „Blaualgen“), spricht man von Trichomen, auch wenn diese von prokaryotischen Zellen gebildet werden.

## Physiologie
Trichome können aus einer oder mehreren epidermalen Zellen bestehen (im Gegensatz zur Emergenz, die auch aus hypodermalen Schichten besteht). Man kann sie je nach Pflanze in unterschiedlicher Form auf der ganzen Pflanzenoberfläche finden. Sie kommen als Schutz-, Stütz- und Drüsenhaare und im Wurzelbereich als absorbierende Haare vor. Sie sind mitunter in einem regelmäßigen Muster auf der Epidermis angeordnet, wobei deren Basis über mehrere Pflanzenzellen hinwegreicht (8 bis 10 Epidermiszellen).
Üblicherweise bildet sich das Trichom aus einer einzelnen epidermalen Zelle, deren DNA-Gehalt und Wachstum um ein Vielfaches erhöht ist. Das Trichom ist hohl und verzweigt sich im Laufe seiner Entwicklung unter Umständen an seinem Ende mehrmals. Die Oberfläche eines Trichoms ist von unzähligen scharfen oder warzigen Auswüchsen überzogen. Zytoplasma und Zellkern sind nur im Basalteil zu finden, wo ebenso Calciumcarbonat-Kristalle vorhanden sind.
In niederschlagsärmeren Gebieten ist die Dichte der Trichome erhöht. Je mehr Trichome oder je stärker verzweigte Trichome vorhanden sind, desto höher ist die Lichtbrechung an der Pflanzenoberfläche, was zu einem reduzierten Lichteinfall und damit reduzierter Temperatur in den betreffenden photosynthetisch aktiven Organen führt. Die verstärkte Lichtbrechung, die letztlich also zu einer Reduktion des Wasserverlustes führt, erkennt man gut an dem silbrig weißen Schimmern mancher Blätter oder Sprossachsen. Ganz im Gegensatz dazu gibt es auch sogenannte Hydathoden, die für eine aktive Wasserabgabe sorgen. Trichome schützen die Pflanze auch vor Schädlingsbefall, da sie ein Hindernis für Insekten darstellen. Drüsenhaare halten Insekten durch die Produktion von ätherischen Ölen aktiv ab.

## Typen
Quellen:

### Einteilung nach Funktion

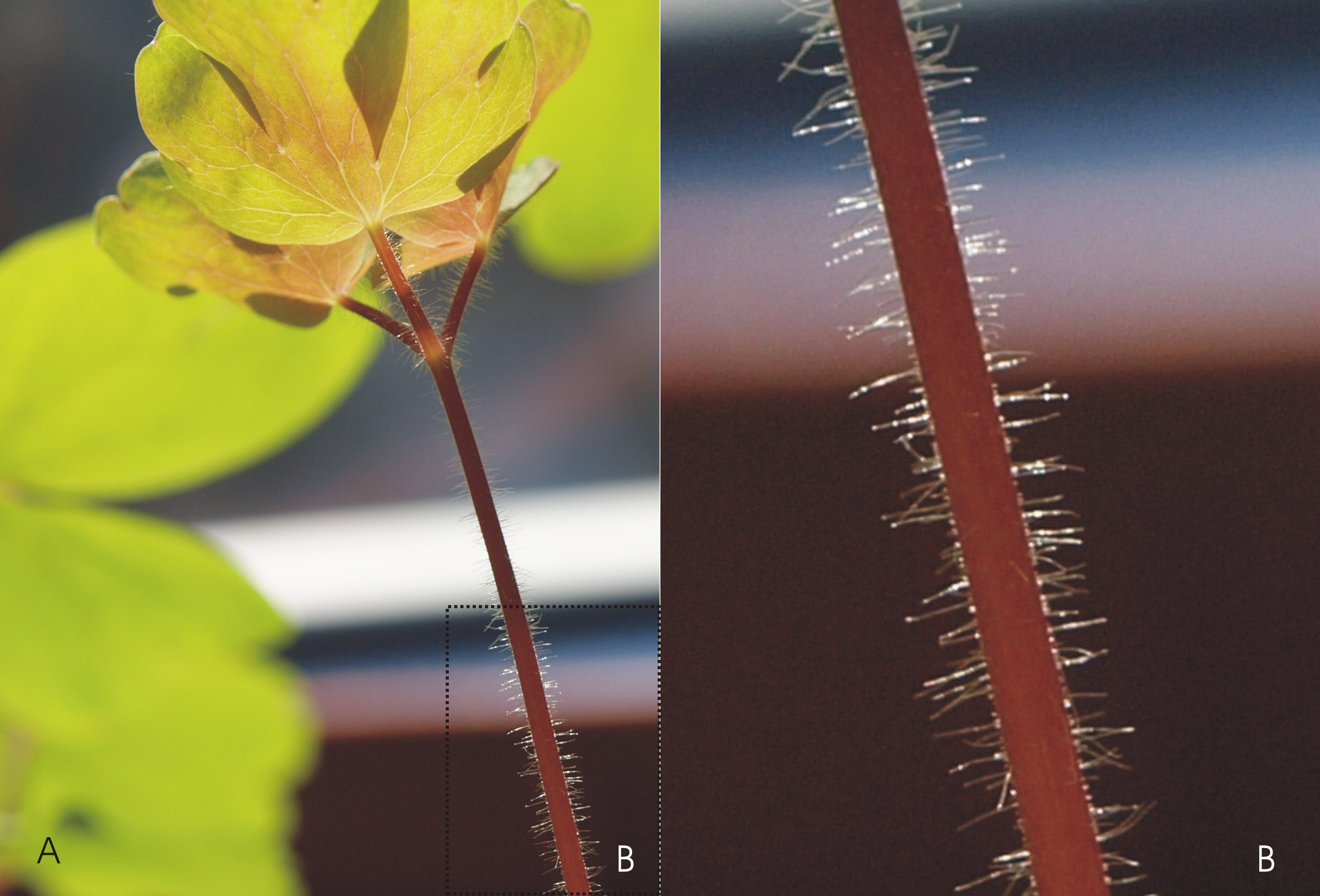
Blattstiel mit Drüsenhaaren bei einer Angenehmen Akelei. Für einige Arten der eurasiatischen Akeleien sind Drüsenhaare (glandular pilose) wichtige diagnostische Merkmale zur Arttrennung.

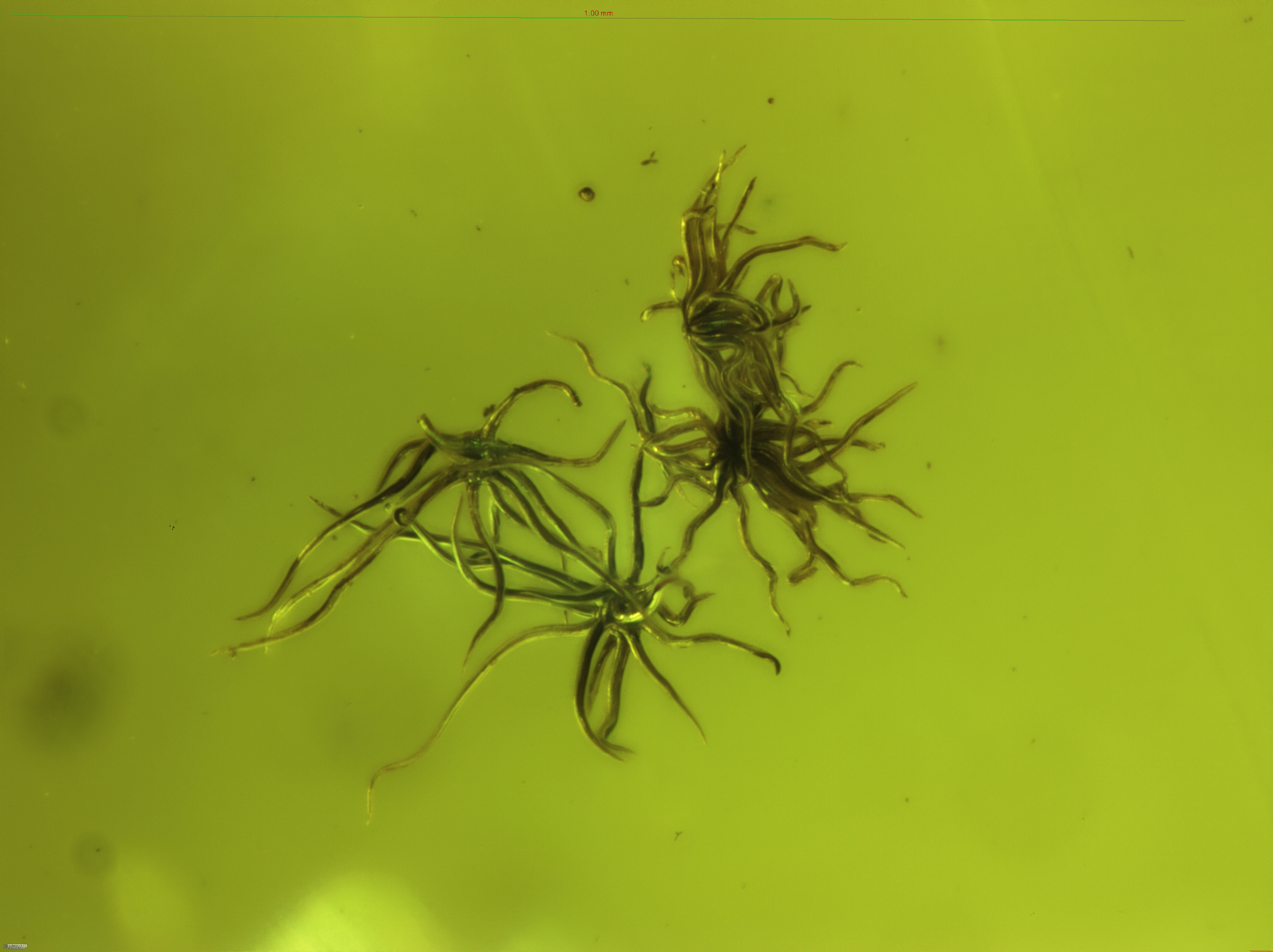
Sternhaar in ca. 50 Millionen Jahre altem Baltischen Bernstein, vermutlich von einer Eiche. Bildbreite ca. 1 mm

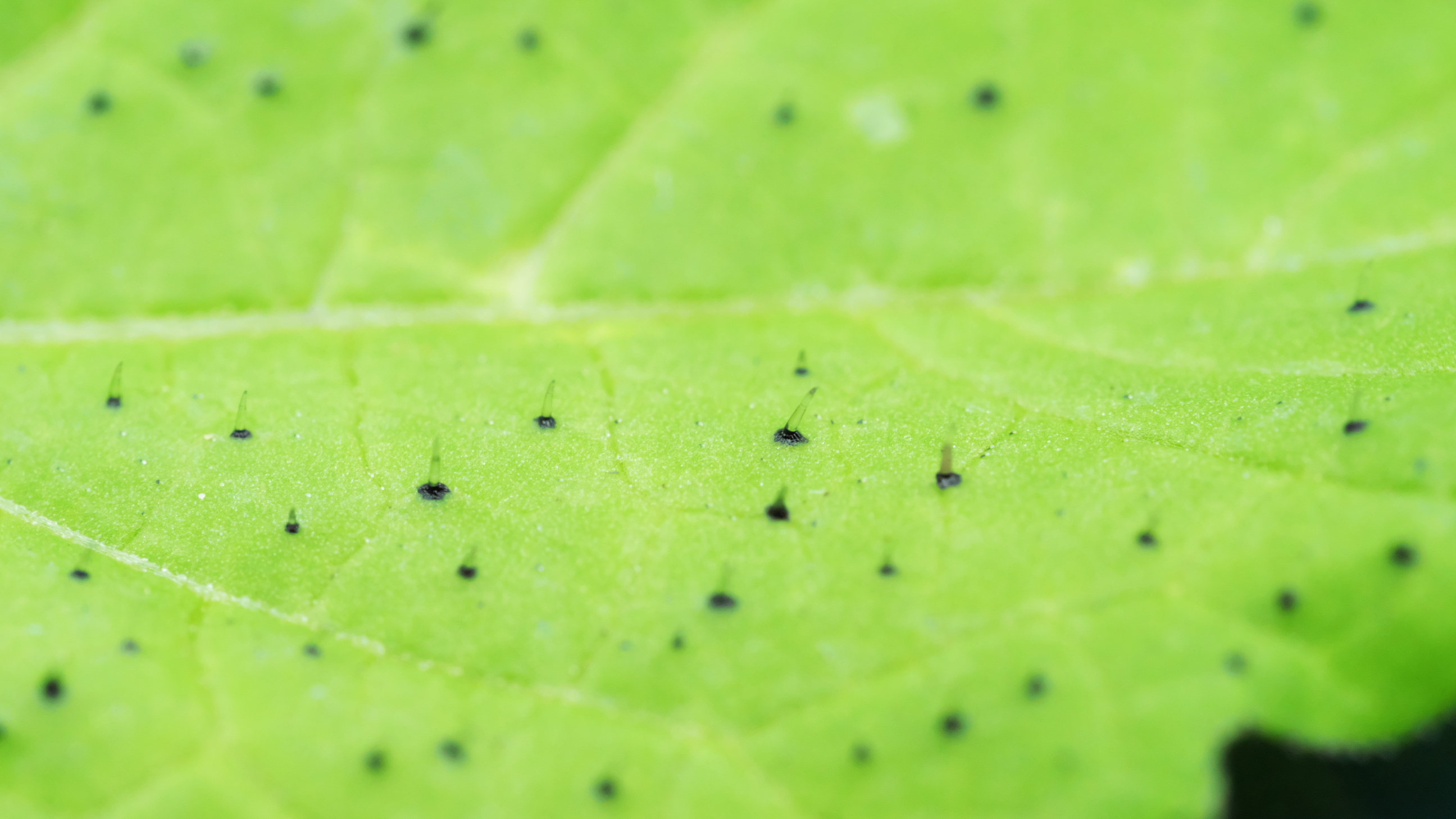
Detail von der Oberseite eines Blattes der Giftbeere, deren Trichome halluzinogene Substanzen absondern können.

- Drüsenhaare; mit Drüsen (Trichome mit Ausscheidungsfunktion)
  - (lipophile Trichome): Produktion von ätherischen Ölen und z. B. Cannabinoide,[4] Insektenabwehr (Fraßschutz), Fungizide, Fanghaare z. B. beim Hanf, Usambaraveilchen, Sonnentau, oder Rosmarinus officinalis und fleischfressende Pflanzen.
  - (hydrophile Trichome):
    - Salzhaare, Absalzhaare, Blasenhaare: Ein mehrzelliges, kurzgestieltes Haar, das mit einer großen wasserspeichernden Zelle endet. Sie scheiden überflüssiges Salz aus. Vor allem bei salztoleranten Pflanzen (Halophyten), die z. B. an den Meeresküsten wachsen. Dazu wird das Salz in die obere, blasig ausgebildete Zelle des zweizelligen Haares transportiert. Dieses weist eine Sollbruchstelle auf. Wenn das Haar abstirbt, fällt die Blase ab oder platzt und das Salz kann durch Niederschlag ausgewaschen werden.
    - Schleimbildende Trichome: Schleimstoffe absondernde Trichome, der Schleim dient z. B. als Klebemittel der Samen →Tierstreuer oder Wasserspeicher.[5]
    - Colleteren (Leimdrüsen, Leim-, Drüsenzotten, -zähnchen)
    - Verdauungshaare: Bei fleischfressenden Pflanzen[5]
    - Brennhaare z. B. Brennnessel[5]

  - (hygroskope Trichome) Absorptionshaare, Saughaare: Wasseraufnahme z. B. Blattunterseite des weißen Silberwurz Dryas octopetala
  - (hydrophobe Trichome): wasserabweisende Trichome z. B. „Schneebesen-Haare“ oder „Haarkrönchen“ (eggbeater trichomes) z. B. des Schwimmfarns Salvinia natans;[6] Trichome mit nanoskaligen Wachskristallen überzogen, die für den Wasser abweisenden Charakter verantwortlich sind → Salvinia-Effekt.
  - Nektarien: Nektar absondernde Haare, Lonicera japonica (Krone), Abutilon (Kelch), Tropaeolum majus (Krone), Vicia faba (Nebenblätter).
- Fühlhaare: reizbare Haare zum Beispiel an den Klappfallen bestimmter fleischfressender Pflanzen
- Hydathoden: sorgen für aktive Wasserabgabe vor allem bei tropischen Pflanzen. Eine spezielle Form der Trichom-Hydathode ist die Perldrüse.
- Kletterhaare/Klimmhaare: zum Beispiel beim Kletten-Labkraut, Hopfen, Phaseolus spec., gewöhnliche Hundszunge Cynoglossum officinale
- Abgestorbene Haare als Schutz vor Austrocknung (wie beispielsweise bei den Levkojen)

Trichome haben auch noch verschiedene andere Funktionen. Im Allgemeinen kontrolliert eine dichte Bedeckung von Wolltrichomen die Geschwindigkeit der Transpiration. Sie reduzieren auch die Heizwirkung von Sonnenlicht. Sie helfen beim Schutz des Pflanzenkörpers von äußeren Schädigungen.
Bei der Beschreibung des Oberflächenaussehens von Pflanzenorganen, wie Stämmen und Blättern, werden viele Begriffe in Bezug auf das Vorhandensein, die Form und das Aussehen der Trichome verwendet. Oft wird die internationale, englische Bezeichnung verwendet.

### Einteilung nach Form der Haare
- Einfache Haare; die einfachen Haare können ein-, mehrzellig (uni-, multicellular) und einzellreihig oder auch mehrzellreihig sein.

Einzelne Haare können in sehr vielen verschiedenen Formen auftreten.
- - articulate; einfache, vielzellige, einreihige Haare
  - barbed; mit kurzen, starren, zurückgebogenen (reflektierten) Borsten (Stacheldrahthaare)
  - barrel-shaped; fass-, tonnenförmig
  - bifid, trifid; zwei-, dreigeteilt
  - branched; verästelt
  - capitate; kopfförmig
  - cavitated, hollow;  Trichome mit Hohlräumen
  - clavate; keulenförmig
  - cylindrical; zylindrisch
  - dendritic, dendroid; gespalten forked, verästelt dendritic, kerzenständerartig candelabra, zottig shaggy, baumartig treelike, korallenartig coralloid, igelartig echinoid
  - digitate; gefingert
  - elongate; länglich, gestreckt
  - falcate; sichelförmig
  - feathery; federförmig, fiederig
  - filiform; fadenförmig
  - fluorescent; fluoreszierende Trichome
  - furcate; gestielt gabelig, gabelförmig
  - glandular; mit Drüsen (Trichome mit Ausscheidungsfunktion), spargelförmig, haarähnlich (pilate) oder kopfförmig „Köpfchenhaare“ (capitate)(single-, multicelled)
  - glochidiate; mit feinen, borstenartigen Haaren (Glochide), in Büscheln
  - „Haarkrönchen“, „Schneebesen-Haare“; Trichome in Kronenform, auf den Schwimmblättern des Schwimmfarns (Salvinia natans), welche die Flotationsfähigkeit des Blatts erhalten.
  - lepidote; schuppig, schuppenähnlich
  - loriform; bandförmig, peitschenförmig
  - lobed, Y-Form; gelappt
  - malpighian, t-shaped Spindelhaar; zweiarmige Haare z. B. Kletterhaare/Klimmhaare (Malpighiaceae)
  - moniliform; perlschnurförmig
  - multangulate; vielwinklig, ungestielt
  - papillary; kurz, nippelartig
  - peltate, scale; schild-, tellerförmig
  - (peltate) esquamiform; schildförmig, blütenkronenförmig (mit einzelnen Lappen)
  - piltate; gestielt
  - radiate; strahlenförmige Trichome
  - seriate; serielle, ein- mehrreihige Zellanordnung (uni-, bi-, pluri(multi)seriate)(uni-, multirow)
  - spiculate; mit feinen, fleischigen Haaren, Punkten
  - squamiform; Schuppenförmig
  - stellate; sternförmige Trichome (sitzend oder gestielt)
  - tapering, conical, spiciform; gespitzte Haare
  - truncate; abgestumpft
  - tubercel-, bulbbased; Haare mit einer bauchigen Basis
  - unicinate/hooked; Haare mit einem Haken
  - plumose; gefiedert und bewimpert
  - verrucose; mit warzenförmigen Erhebungen
  - vesicular; blasenförmig
  - woolly; lange, verschlungene, verfilze Haare
- Zwei- bis fünfarmige Haare; ein- oder mehrzellige Haare mit zwei bis fünf Armen.
- Sternhaare; sitzende oder gestielte Haare mit zahlreichen langen Strahlen, die sternförmig abstehen – entweder in einer Ebene oder räumlich angeordnet. Sternhaar ist auch fossil gut bekannt. Vermutlich von Eichen stammend, ist es der weitaus häufigste organische Einschluss in Baltischem Bernstein aus dem Eozän.[7]
- Schuppenhaare (Schildhaare) (Schülferchen);[6] schuppig, schuppenähnlich (schuppenförmig scales, tellerförmig peltate, langgestreckt elongate,  verzweigt, verästelt dendroid): beinahe scheibenförmige, mehrzellige Haare, die sitzend oder gestielt sein können. Am Rande sind sie glatt oder durch freie Spitzen der Zellen gezähnt. (Bromelien)
- Gelenkhaare, Gliederhaare: sind Haare mit Gelenken (jointed); Trichome, welche an Gliederfüßerbeine erinnern z. B. beim Usambaraveilchen oder Spitzwegerich,  mit stark verdickter Sockelzelle „Trompetenhaar“ (Salbeiblätter).
- Baumhaare; verzweigte, verästete Haare: ein- oder mehrzellige Haare mit einer Hauptachse und Verzweigungen auf mehreren Ebenen.

### Einteilung nach Aussehen, Erscheinungsbild und Festigkeit
- arachnoid; dicht, spinnennetzartig
- bearded; einzelner Haarbündel, -büschel
- bristly; mit dichten, langen, steifen Haaren
- canescent, incanous; mit dichten, feinen, grau-weißen Haaren (graufilzig)
- ciliate; wimprig, marginal auffällig bewimpert
- ciliolate; wimprig, marginal fein, dünn bewimpert
- comose; mit einem Haarbüschel an der Spitze (apical)
- downy; wolleähnlich, lange Haare
- farinaceous, scurfy; schorfig, mehlartig, mit feinen Körnchen bedeckt
- felted; filzig, feine, kurze Haare
- fimbriate; fransige Haare
- floccose, flockig behaart; mit dichten, langen, Haaren in wolligen Büscheln, Bündeln (tufts, patches)(angepressten Haaren)(leicht abfallend)
- glabrescent, subglabrous; fast kahl
- glabrous, glabrate; fehlende Haare; Oberfläche glatt
- hirsute; lang, grob behaart, oft steif, borstig, oft nicht hautdurchdringend
- hispid; sehr lange, borstige Haare, oft hautdurchdringend
- (hispid-) urent; mit aufgerichteten, meist langen Haaren, die bei Berührung einen Reiz erzeugen
- muricate mit kurzen, harten, groben, rundlichen Auswüchsen
- paleaceous; mit Spreu-, Schuppenblättchen (palea) besetzt, spreuartig
- pannose; mattige, filzähnliche Schicht von Haaren
- papillate, tuberculate, verrucate; kleine, runde Auswüchse
- pilose; verstreute Behaarung, gerade, weich, aufgerichtet
- puberulent; spärlich behaart, feine, kurze, auch kräuselige Haare
- pubescent; alle Typen von Trichomen
- prickly, aculeate; stachelig, kein Stachel, Dorn
- scabrous; mit kleinen erhöhten Punkten, Schuppen, trocken und oft rau, uneben, sandpapierartig
- scaberulous; leicht, fein sandpapierartig
- sericeous, silky; lange, angepresste, weiche, seidige Haare
- setose; mit Borsten (Setae) oder borstenartigen Trichomen
- setulose; mit feinen Borsten (Setae) oder borstenartigen Trichomen
- spines, echinate, echinoid; stachelig, seeigelförmig, dicht mit steifen Borsten oder Stacheln bedeckt
- squamose; mit groben Schuppen
- strigulose; fein bedeckt mit geraden, (scharfen), gebogenen, angepressten, steifen Haaren, alle in mehr oder weniger die gleiche Richtung, (mit einer bauchigen Basis)
- strigose; mit geraden, (scharfen), gebogenen, angepressten, steifen Haaren, alle in mehr oder weniger die gleiche Richtung  (mit einer bauchigen Basis)
- tomentulose; fein bedeckt (kurze Haare), mattig mit wolligen, weichen, kurzen Haaren, verfilzt
- tomentose; dicht bedeckt, mattig mit wolligen, weichen, kurzen Haaren, verfilzt
- velutinous mit dichten, geraden, langen, weichen Haaren, florförmig
- velvety; samtig, feine, kurze, dichte Haare
- villosulous; spärliche, lange, weiche Haare, oft gekrümmt, aber nicht verfilzt
- villous, lanate; dichte, lange, weiche Haare, oft gekrümmt, aber nicht verfilzt

## Bedeutung in den Pflanzenwissenschaften
Die unterschiedlichen Trichomformen werden genutzt, um Pflanzen taxonomisch zu bestimmen. Da sich Trichome nach festgelegten Mustern auf der Blattoberfläche bilden, werden sie zudem als Modell für Musterbildung in biologischen Systemen herangezogen. Die Trichombildung in der Modellpflanze Arabidopsis thaliana wird durch das GLABROUS1 Protein initiiert. Das Ausschalten dieses Gens führt zu einem Verlust der Blatthaarbildung. Dieser Phänotyp wurde bereits in Genome Editing Experimenten genutzt. Trichome können so als visueller Marker genutzt werden, um Genome Editing Methoden wie CRISPR/Cas9 zu optimieren.